# Suvo Selo
Suvo Selo (em cirílico: Суво Село) é uma vila da Sérvia localizada no município de Vladimirci, pertencente ao distrito de Mačva, na região de Mačva. A sua população era de 365 habitantes segundo o censo de 2011.

## Demografia
| 1948 | 1953 | 1961 | 1971 | 1981 | 1991 | 2002 | 2011 |
| ---- | ---- | ---- | ---- | ---- | ---- | ---- | ---- |
| 770  | 824  | 741  | 687  | 606  | 576  | 404  | 365  |